# Tusschenwater (natuurgebied)
Tusschenwater is een natuurgebied in de gemeente gemeente Tynaarlo in de Nederlandse provincie Drenthe.

## Ligging
Het Tusschenwater ligt ten oosten van Zuidlaren en ten zuiden van De Groeve. Het gebied ligt in het noordelijk deel van het dal van de rivier de Hunze en heeft een oppervlakte van ongeveer 230 ha. Iets ten noorden van het Tusschenwater stroomt de Hunze in het Zuidlaardermeer. 
Het gebied vormt een belangrijke schakel in de reeks natuurgebieden die loopt van het zuidelijkere deel van het Hunzedal naar de natuur in en rond het Zuidlaardermeer. 
Het gebied maakte in het verleden deel uit van de Oostermoerse venen, een uitgestrekt moerasveengebied ten oosten van de Hondsrug, waar de Hunze doorstroomde. Deze vroeger sterk meanderende rivier werd in de loop der tijd gekanaliseerd. 

## Samenwerkingsproject
Het natuurgebied Tusschenwater is het resultaat van een samenwerkingsproject van de gemeente Tynaarlo, de provincie Drenthe, het waterschap Hunze en Aa's, het waterbedrijf Groningen en de stichting Het Drentse Landschap dat in 2019 werd voltooid. Het nieuw gevormde natuurgebied bestaat grotendeels uit moerasland en nat grasland. Dwars door het natuurgebied stroomt de Hunze, waarvan de loop is aangepast door het weer terugbrengen van de oude meanders.
Het gebied dient deels als waterwingebied en deels als een nieuw gebied voor waterberging. Het gebied is inmiddels ook een belangrijk foerageergebied voor onder andere kluten, ganzen en eenden. Het wordt beheerd door Het Drentse Landschap.

## Galerij

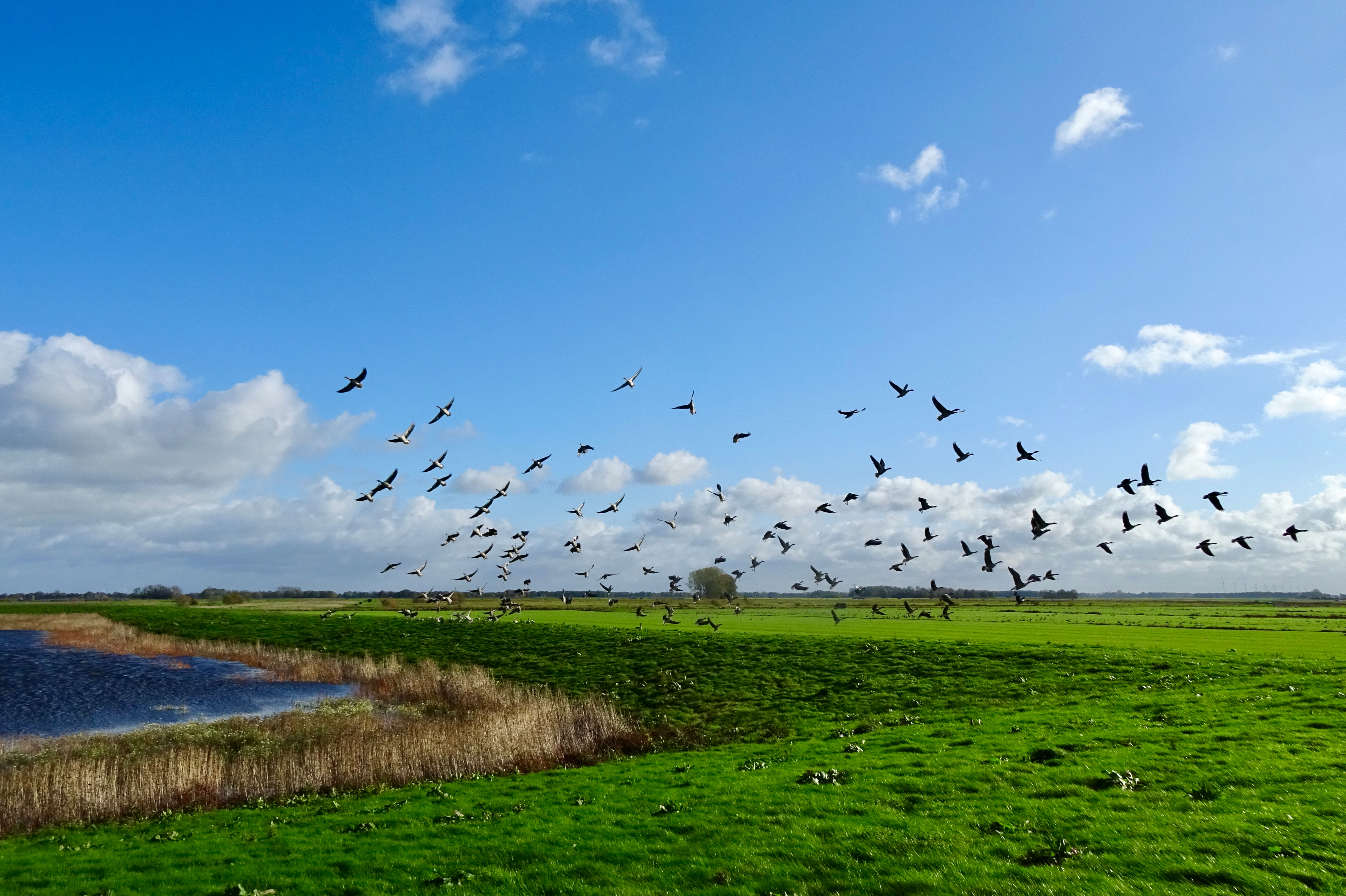
De deelgebieden Sansum en Schuftmaden in Tusschenwater
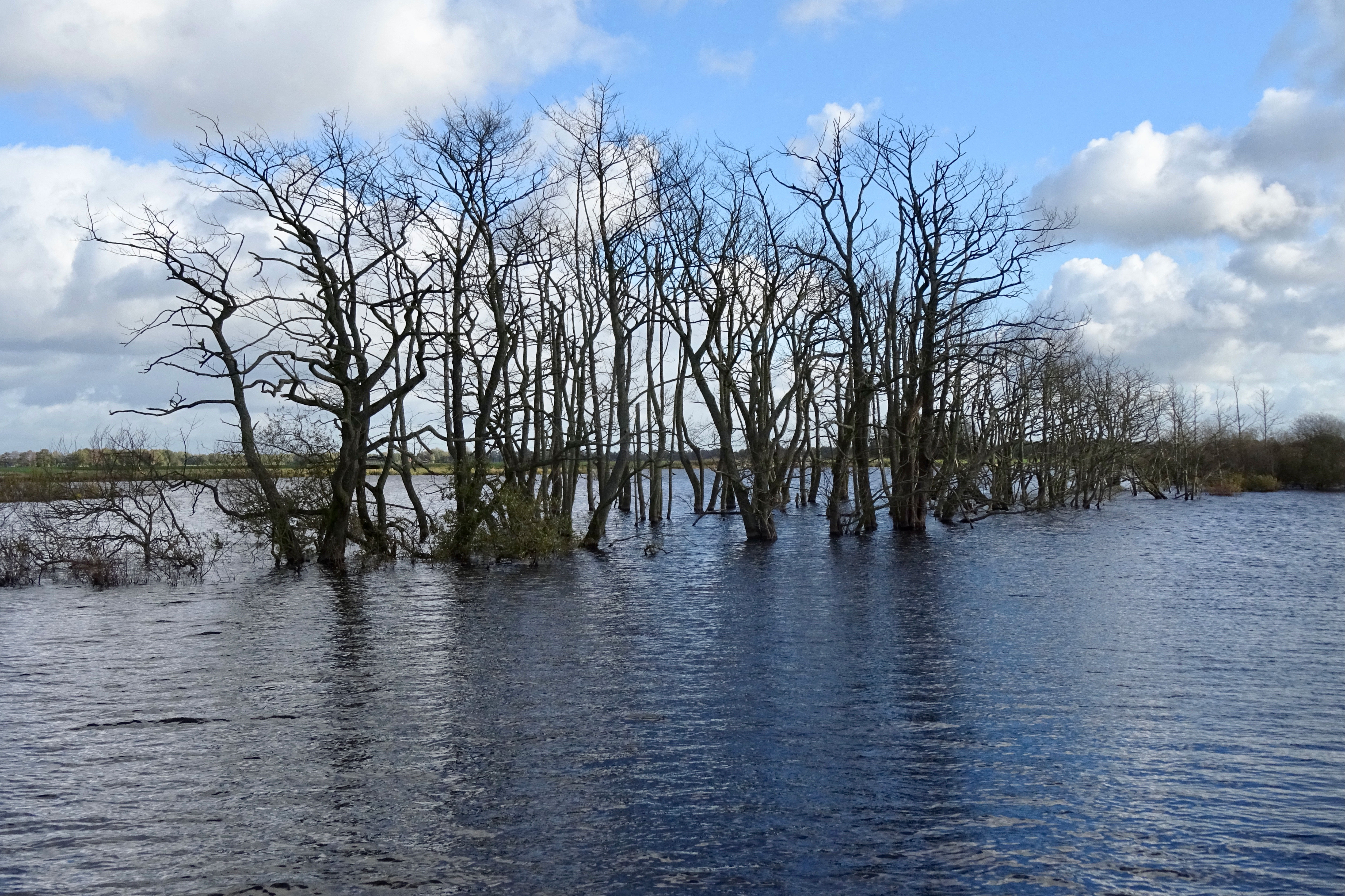
Zicht vanaf de Dijk in Tusschenwater
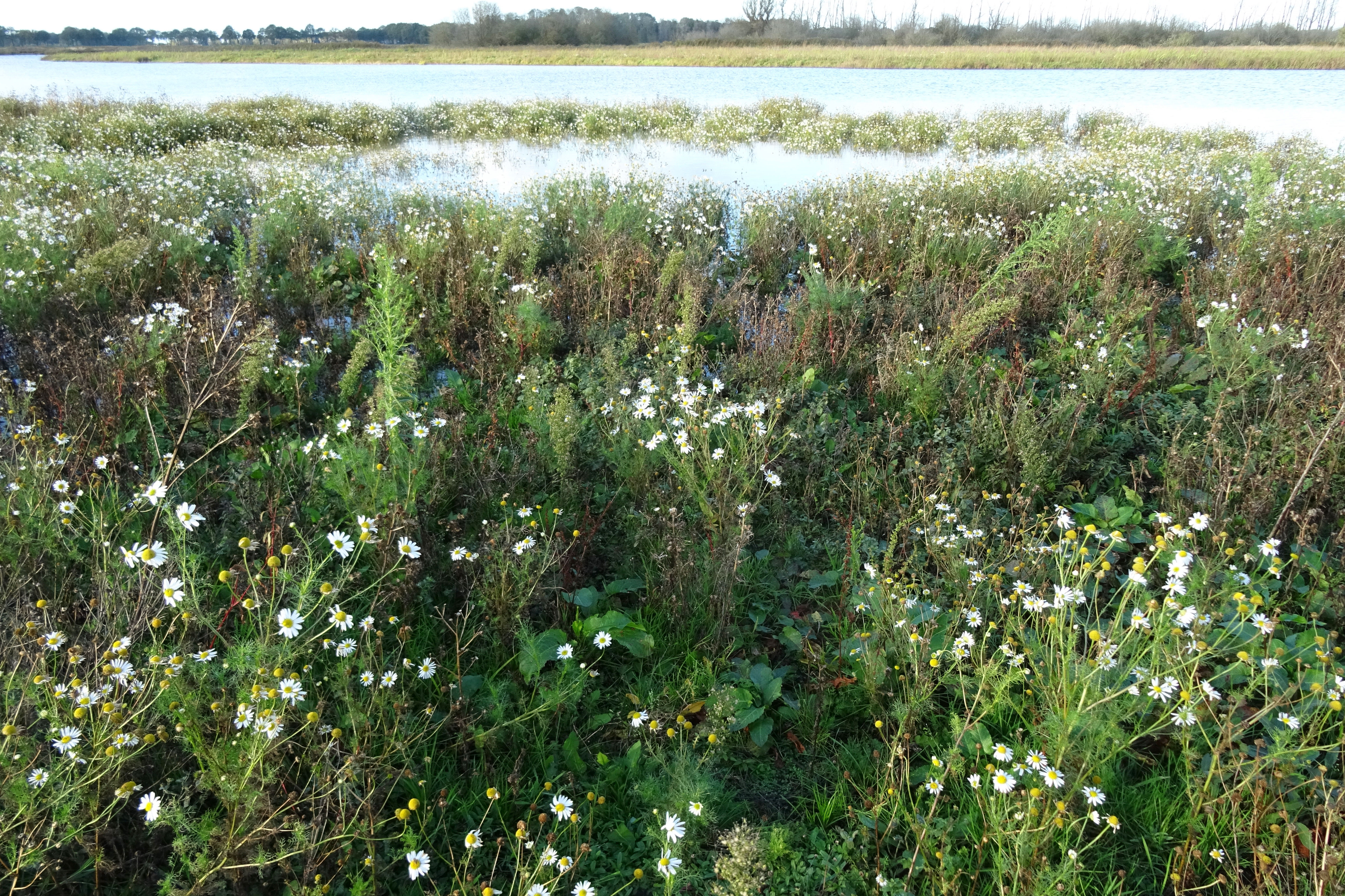
Moerasland/nat grasland
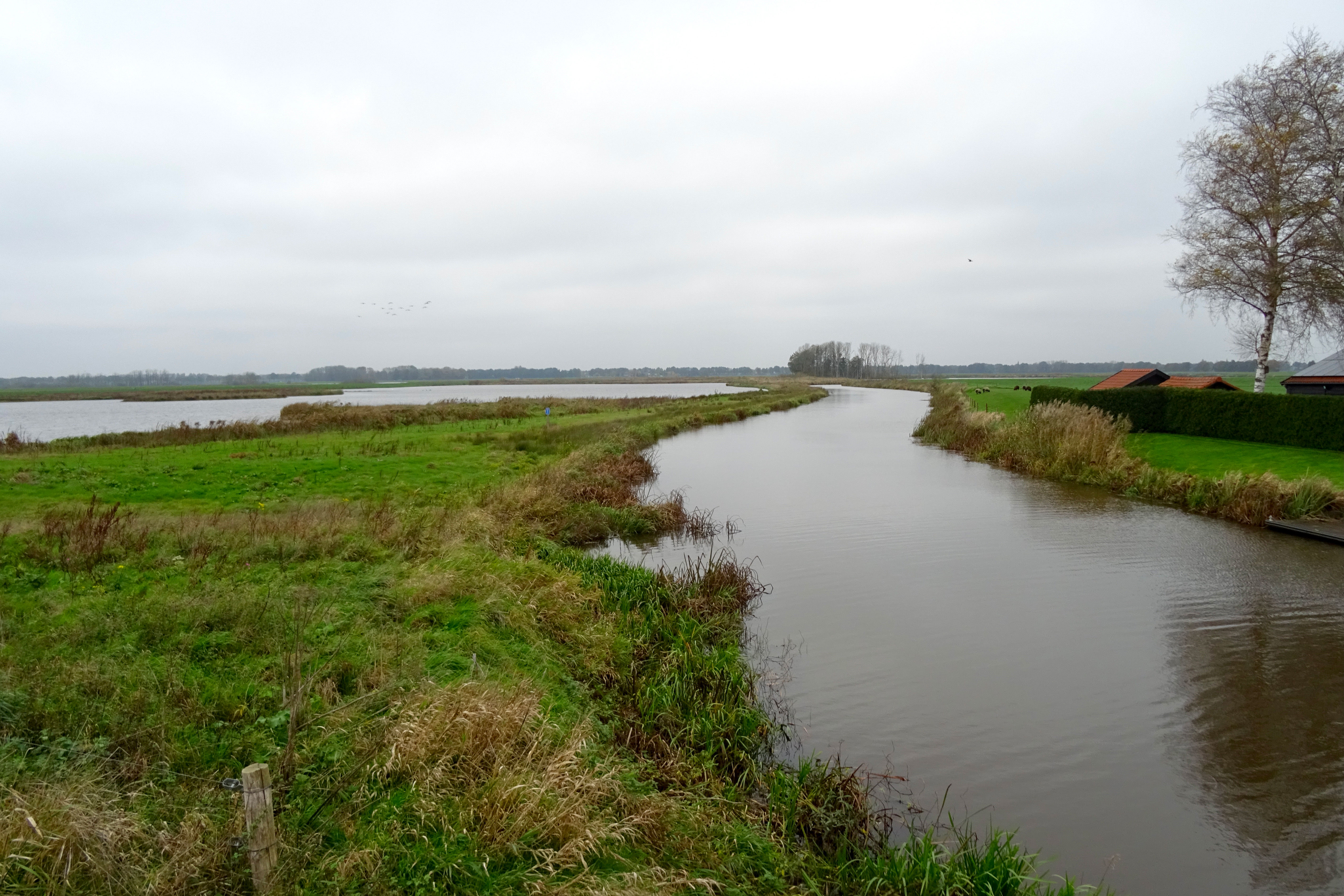
De Hunze in Tusschenwater